# Convención de Montevideo

En verde, los países ratificantes; en amarillo, los países signatarios; y en rojo, otros miembros de la Organización de Estados Americanos.

La Convención sobre Derechos y Deberes de los Estados, más conocida como Convención de Montevideo, fue la Séptima Conferencia Internacional de los Estados Americanos inaugurada el 3 de diciembre de 1933 y concluida el 26 de diciembre de 1933 con el tratado internacional firmado en Montevideo, Uruguay.
En esta conferencia, el presidente de Estados Unidos Franklin D. Roosevelt y su Secretario de Estado Cordell Hull, en  la cual se oponía a la intervención estadounidense en los asuntos de los países de América. Este fue un intento diplomático de Roosevelt para revertir la percepción de imperialismo estadounidense, sembrada por las políticas instauradas por quien ocupara su oficina 30 años antes, Theodore Roosevelt. 
La convicción con que fue adoptado y sostenido este principio fue tal que, desde 1933 hasta 1954, fecha del golpe de Estado en Guatemala planificado por la CIA en contra de Jacobo Árbenz, no hubo otras intervenciones militares estadounidenses en el continente americano durante ese periodo, según afirma Vanni Pettina en su libro sobre la Guerra Fría en América Latina.
La citada convención fue firmada por 19 Estados, tres con reservas (Estados Unidos, Brasil y Perú).

## Contenido e importancia
La convención establece la definición de Estado, así como sus derechos y obligaciones. La más conocida conceptualización es la de su artículo 1, el que establece cuatro criterios característicos de Estado, que han sido reconocidos como una afirmación certera en el Derecho internacional consuetudinario:

El estado como persona de Derecho Internacional debe reunir los siguientes requisitos:
I. Población permanente.
II. Territorio determinado.
III. Gobierno.
IV. Capacidad de entrar en relaciones con los demás Estados.
artículo 1 de la Convención de Montevideo sobre Derechos y Deberes de los Estados

Asimismo, la primera oración del artículo 3 afirma explícitamente que "La existencia política del Estado es independiente de su reconocimiento por los demás Estados." Este principio es conocido como la teoría declarativa.
Algunos han cuestionado tanto la suficiencia de estos criterios, como que permita la estatalidad de entidades no reconocidas universalmente como la República de China o incluso por entidades sin ningún reconocimiento como el Principado de Sealand. De acuerdo a la alternativa teoría constitutiva de estado, un Estado existe sólo cuando es reconocido como tal por otros estados. 
También ha habido intentos de ampliar la definición original de la Convención, aunque han tenido poco apoyo. Los fundadores de las denominadas micronaciones no territoriales comúnmente aseveran que el requerimiento de contar con un territorio definido es en algunos casos equívoco, por razones poco especificadas. Algunas entidades no territoriales, con el ejemplo notable de la Orden de Malta, son consideradas de hecho como sujetos de derecho internacional, pero no aspiran a la estatalidad.
La Unión Europea, en la afirmación principal de su Comité Badinter, sigue la Convención de Montevideo en su definición de Estado: por poseer territorio, población, y autoridad política. El comité también concluye que la existencia de Estados era una cuestión de hecho, mientras que el reconocimiento de otros era un factor únicamente declaratorio y no determinante de estatalidad.
Suiza, aunque no es miembro de la Unión Europea, adhiere al mismo principio, afirmando que "ni una unidad política necesita ser reconocida para convertirse en estado, ni un estado tiene la obligación de reconocer a otro. Al mismo tiempo, ni el reconocimiento es suficiente para crear un estado, ni su ausencia lo suprime."

## Estados firmantes
Los Estados que firmaron esta convención fueron:
- Honduras: Miguel Paz Barahona, Augusto C. Coello, Luis Bográn;
- Estados Unidos: Cordell Hull, Alexander W. Weddell, J. Reuben Clark, J. Butler Wright, Spruille Braden, Sophonisba Breckinridge;
- El Salvador,
- República Dominicana: Tulio Manuel Cestero;
- Haití,
- Argentina: Ramón Castillo, Raúl Prebisch, Carlos Saavedra Lamas, Juan Félix Cafferata;
- Venezuela: César Zumeta,
- Uruguay: Juan José de Amézaga, Sofía Álvarez Vignoli, Martín Echegoyen, Luis Alberto de Herrera, Pedro Manini Ríos, Luis Morquio, Dardo Regules, José Serrato;
- Paraguay: Justo Pastor Benítez;
- México: José Manuel Puig Casauranc, Alfonso Reyes Ochoa, Basilio Vadillo, Genaro Vázquez, Romeo Ortega;
- Panamá: Juan Demóstenes Arosemena;
- Guatemala,
- Brasil,
- Ecuador,
- Nicaragua,
- Colombia,
- Chile: Octavio Señoret Silva, José Ramón Gutiérrez
- Perú: Alfredo Solf y Muro, Felipe Barreda Laos y Luis Fernán Cisneros.
- Cuba[8]